# Toledo, Paraná
Toledo är en stad och kommun i södra Brasilien och ligger i delstaten Paraná. Stadens befolkning uppgick år 2010 till cirka 104 000 invånare.

## Administrativ indelning
Kommunen var år 2010 indelad i tio distrikt:
- Concórdia do Oeste
- Dez de Maio
- Dois Irmãos
- Novo Sarandi
- Novo Sobradinho
- São Luiz do Oeste
- São Miguel
- Toledo
- Vila Ipiranga
- Vila Nova